# 耕雲寺 (世田谷区)
耕雲寺（こううんじ）は、東京都世田谷区にある曹洞宗の寺院。

## 歴史
1776年（安永5年）、釣月尼の開基である。釣月尼は旗本奴として知られる水野十郎左衛門の側室（妾）で、亡き十郎左衛門の菩提を弔うために寺を創建したという。しかし、水野十郎左衛門の没年は1664年（寛文4年）であり、開山年との間に百年以上の空白がある。
元々は新宿角筈に位置していたが、1945年（昭和20年）の空襲で建物は全て焼失した。1952年（昭和27年）に現在地に移転した。地形がすり鉢状であったため、その地形を生かしつつ、現代建築と伝統建築を融合した建物となっている。なお現在地に合わせて山号を「成城山」としている。
当寺の本尊は釈迦牟尼仏であるが、水野氏の念持仏である「福徳観音像」も安置されている。

## 交通アクセス
- 小田急小田原線祖師ヶ谷大蔵駅より徒歩7分。